# Sophie Lebrun
Pour les articles homonymes, voir Lebrun.
Sophie Lebrun Dulcken, ou Dülken, née le 20 juillet 1781 à Londres et morte le 23 juillet 1863 à Munich, est une pianiste réputée[non neutre] et compositrice allemande. Issue d'une famille de musiciens, elle est la sœur de la cantatrice Rosine Lebrun.

## Enfance
Fille du hautboïste virtuose et compositeur badois Ludwig August Lebrun et de la soprano et compositrice badoise Franziska Danzi, elle naît à Londres lorsque sa mère était en tournée. Elle étudia le chant avec son oncle Franz Danzi, et le piano avec Andreas Streicher. Elle eut une descendance.

## Carrière et vie
Après ses études, Sophie Lebrun partit pour une tournée de concerts en Europe et devint une pianiste réputée. Elle épousa le facteur de pianos de la cour de Munich Johann Ludwig Dulcken (1761-1836) en 1799, et le couple eut quatre enfants : Theobald (né en 1800), épousa Louise David, une célèbre pianiste), Louise (en 1805), Fanny (en 1807) et Violande (en 1810). Tous devinrent musiciens. Elle composa des sonates et autres œuvres pour piano, non publiées et perdues. Elle mourut à Munich,.